# Espuma quântica
A espuma quântica, também tratada como espuma espaço-temporal, é um conceito relacionado com a mecânica quântica, concebido por John Wheeler em 1955. A espuma seria supostamente a fundação do tecido do universo, mas também se utiliza o termo como uma descrição qualitativa das turbulências do espaço-tempo subatômico, que tem lugar em distâncias extremamente pequenas, da ordem do comprimento de Planck.Nesta escala de tempo e espaço, o princípio de incerteza permite que as partículas e a energia existam brevemente, para aniquilar-se posteriormente, sem violar as leis de conservação de massa e energia.
Mas que a escala de espaço e tempo se vê reduzida, a energia das partículas virtuais se vê incrementada, e dado que a energia curva o espaço-tempo, de acordo à teoria da relatividade geral de Einstein, isto sugere que em escalas suficientemente pequenas, a energia das flutuações seria suficientemente elevada para causar saídas significativas desta energia do espaço-tempo "liso" visto desde uma escala maior, o que lhe daria à trama espaço-temporal um caráter "espumoso" (como se composto de bolhas em permanente formação, anulação e alteração).
Entretanto, sem uma teoria completa da gravidade quântica, é impossível saber como se apreciaria o espaço-tempo nestas escalas, já que se pensa que as teorias existentes não poderiam fazer previsões muito precisas neste contexto.